# Emmanuel Maillard
Suor Emmanuel Maillard (Parigi, 1947) è una religiosa e scrittrice francese.

## Biografia

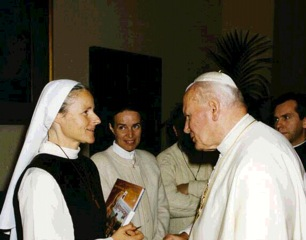
Suor Emmanuel in visita a papa Giovanni Paolo II il 16 novembre 1996 a Roma

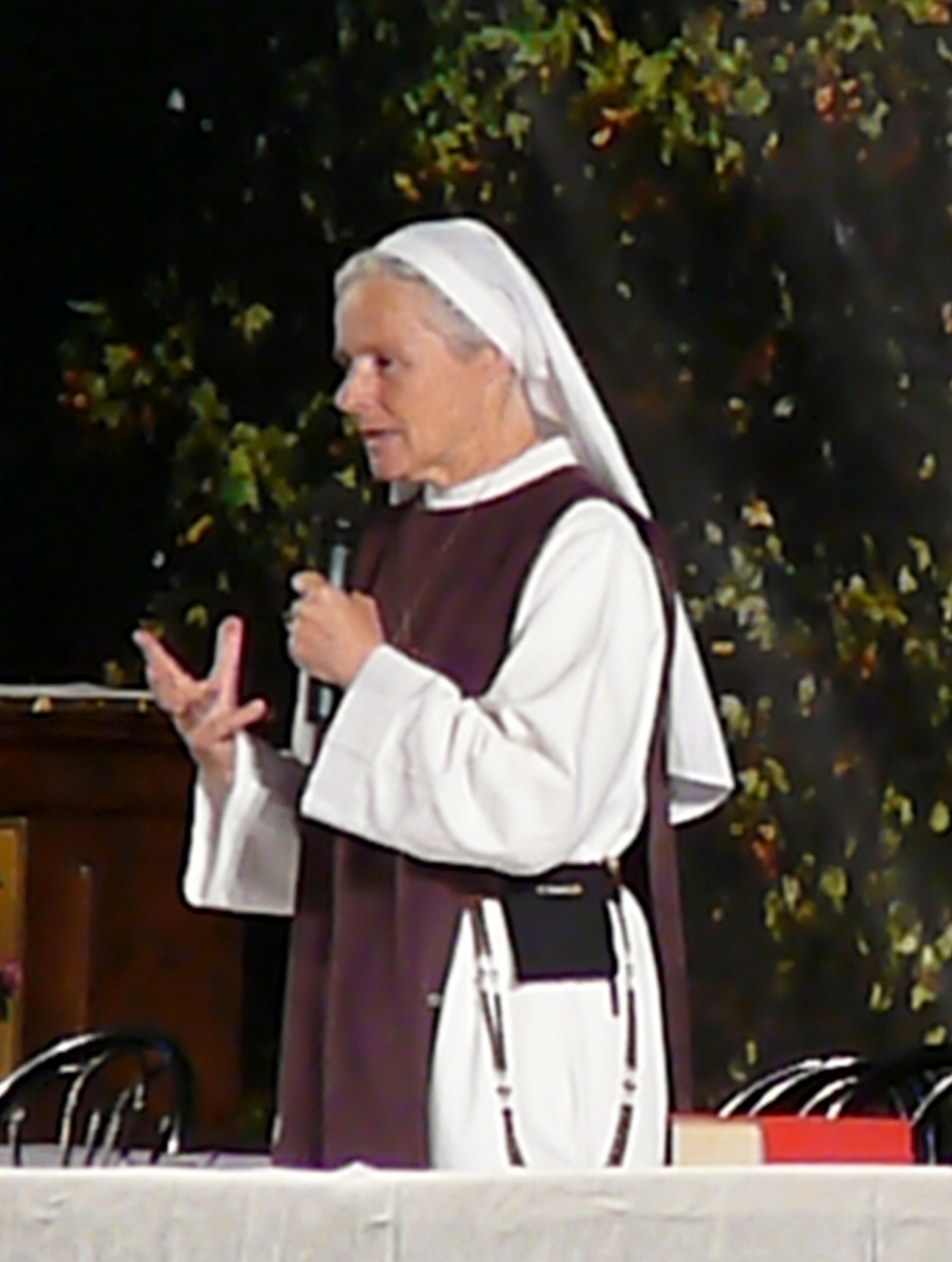
Suor Emmanuel durante una conferenza a Desio 8-9 ottobre 2011

Maillard ha studiato assieme al cardinale Jean Daniélou e si è inizialmente laureata nel 1970 all'Università Sorbonne Nouvelle di Parigi in lettere ed archeologia. Fino al 1973 viaggia per lavoro acquisendo esperienza anche in India. Dopodiché tornata in Francia segue il "Rinnovamento carismatico" che la conduce nel 1975 ad entrare nella "Comunità del Leone di Giuda" facendosi suora nel 1978.
Fece inizialmente una lunga esperienza di sette anni in Israele e in seguito tornò nella sua terra natale dove iniziò una forte evangelizzazione sfruttando i diversi mass-media. Nel frattempo la sua comunità ecclesiastica cambia di nome in "Comunità delle Beatitudini" e questa la invita a Medjugorje, sempre per utilizzare le abilità della suora nel diffondere i messaggi della Gospa (la Madonna in lingua croata) che rilascia ai veggenti. Vive quindi dal dicembre 1989 li. Durante la guerra dei Balcani la suora diventa nota per i suoi regolari messaggi che riportavano la situazione in Erzegovina.
Fin dal 1990 con l'associazione "Children of Medjugorje" pubblica un periodico che viene diffuso e tradotto in molte lingue. Nel 1996 la stessa associazione inizia anche a trasmettere sulla televisione e la suora ha la possibilità di essere invitata dal papa Giovanni Paolo II il 16 novembre, il quale dopo averla benedetta, la rincuora nelle sue opere. In quest'occasione la suora fu accompagnata da Ephraim, diacono fondatore della sua comunità, con sua moglie e il sacerdote polacco Jan Rokosz. Il 22 ottobre 1997 fu invitata a parlare davanti al Congresso degli Stati Uniti d'America.
Nella sua vita suor Emmanuel ha pubblicato molte audiocassette, libri e ha partecipato a diverse trasmissioni televisive. Ogni sua registrazione e/o pubblicazione ha ricevuto il nihil obstat. Durante il suo peregrinare per il mondo diffonde i messaggi della Madonna a Medjugorje.

## Opere letterarie

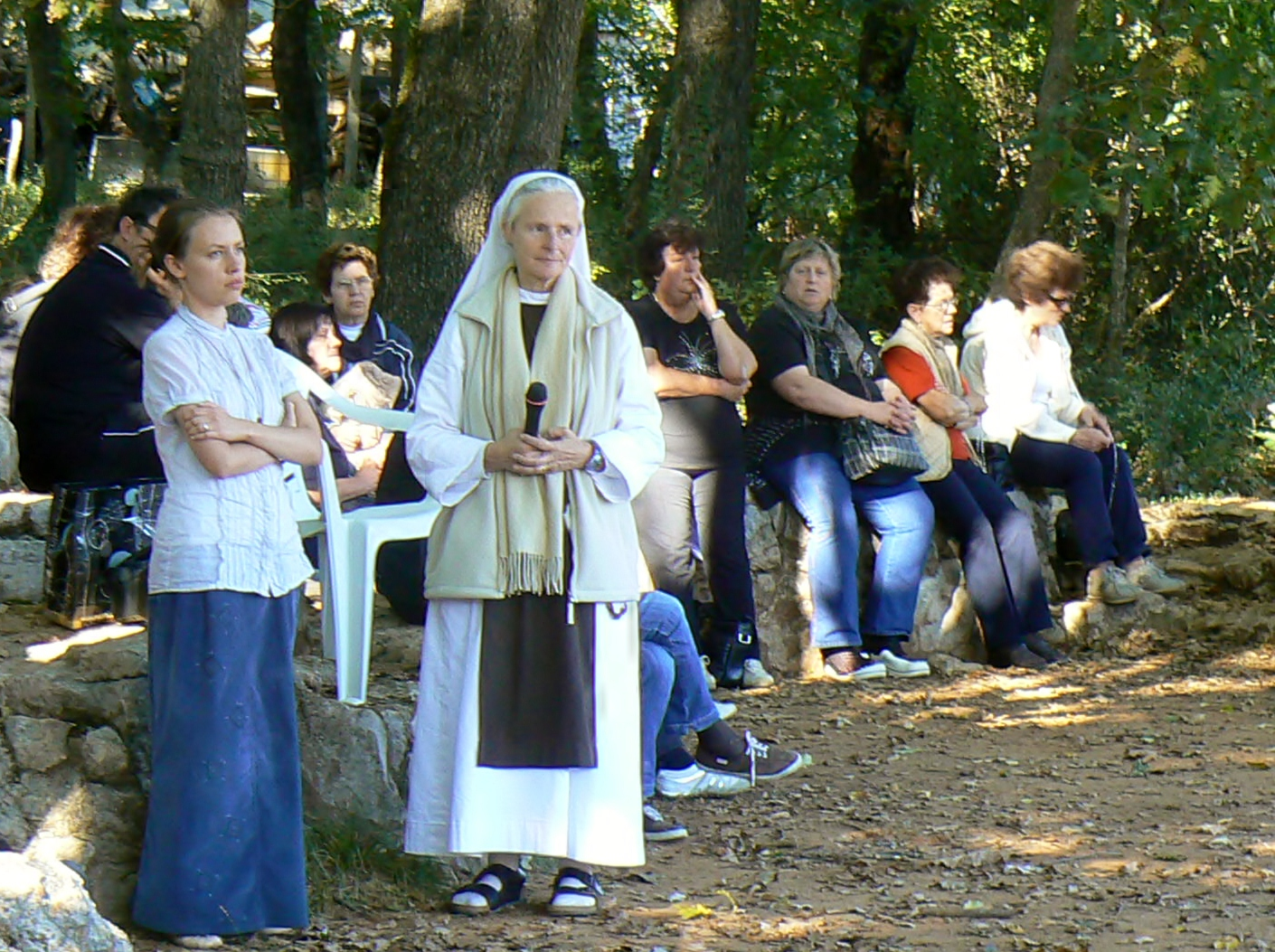
Suor Emmanuel durante un pomeriggio di meditazione e preghiera davanti a pellegrini italiani ed ungheresi

- Bambini, aiutate il mio cuore a vincere!, Edizioni Shalom, 1996. ISBN 88-86616-10-4
- Medjugorje. Cosa dice la Chiesa, Edizioni Shalom, 1996. ISBN 88-86616-19-8
- Medjugorje. Il trionfo del cuore, Edizioni Shalom, 1998. ISBN 88-86616-97-X
- Guarigione e liberazione con il digiuno, Edizioni Shalom, 2003. ISBN 88-8404-040-X
- Il meraviglioso segreto delle anime del purgatorio, Edizioni Vocepiù, 2005. ISBN 8889176016
- Il bambino nascosto di Medjugorje, Edizioni Shalom, 2010. ISBN 978-88-8404-134-0
- Potenza sconosciuta del digiuno. Guarigione, liberazione, gioia.... , Edizioni Amen, 2016. ISBN 978-88-9606-321-7